# Galeruca sardoa
Galeruca sardoa is een keversoort uit de familie bladkevers (Chrysomelidae). Het is een endemisch insect van het eiland Sardinië. De wetenschappelijke naam van de soort werd in 1839 gepubliceerd door Gene.